# Sobiny
Sobiny – osada leśna w Polsce położona w województwie kujawsko-pomorskim, w powiecie świeckim, w gminie Osie w kompleksie Borów Tucholskich. 
W latach 1975–1998 miejscowość administracyjnie należała do województwa bydgoskiego.